# Kurmanci
Kurmançi, Kurman(d)ji, Kirmanci of Noord-Koerdisch is het hoofddialect van het Koerdisch, dat door 65-70% van de Koerden wordt gesproken.
15 miljoen Koerden in Turkije, 2 van de 6 miljoen Koerden in Irak, 3 miljoen Koerden in Syrië, en 4 van de 11 miljoen Koerden in Iran spreken het Kurmançi. De gehele bevolking van de provincie Duhok (Bahdinan) in Irak spreekt Kurmançi en ongeveer één miljoen Koerden in Iran spreken ook dit dialect.
Het Bahdini, dat in Noord-Irak door bijna 1 miljoen Koerden gesproken wordt, vooral in de provincie Duhok, is onderdeel van het Kurmanci.